# Eicherscheid (Simmerath)
Eicherscheid ist ein südwestlicher Ortsteil der Gemeinde Simmerath in der Städteregion Aachen. Am Rande des Nationalpark Eifel gelegen liegt Eicherscheid auf ca. 550 m ü. NHN an den Ausläufern des Hohen Venn, was auch das Klima prägt: ein atlantisch geprägtes Mittelgebirgsklima mit über 1000 mm Niederschlag im Jahr. Eicherscheid ist ein für die Eifel typisches Haufendorf in lockerer Bauweise.

## Geographie
Eicherscheid ist Teil des Monschauer Heckenlandes. Südlich verläuft die Rur, östlich von Eicherscheid entspringt der Brommersbach, westlich der Holzbach, welcher bei der Belgenbacher Mühle ebenso wie der Brommersbach in die Rur mündet.

## Geschichte

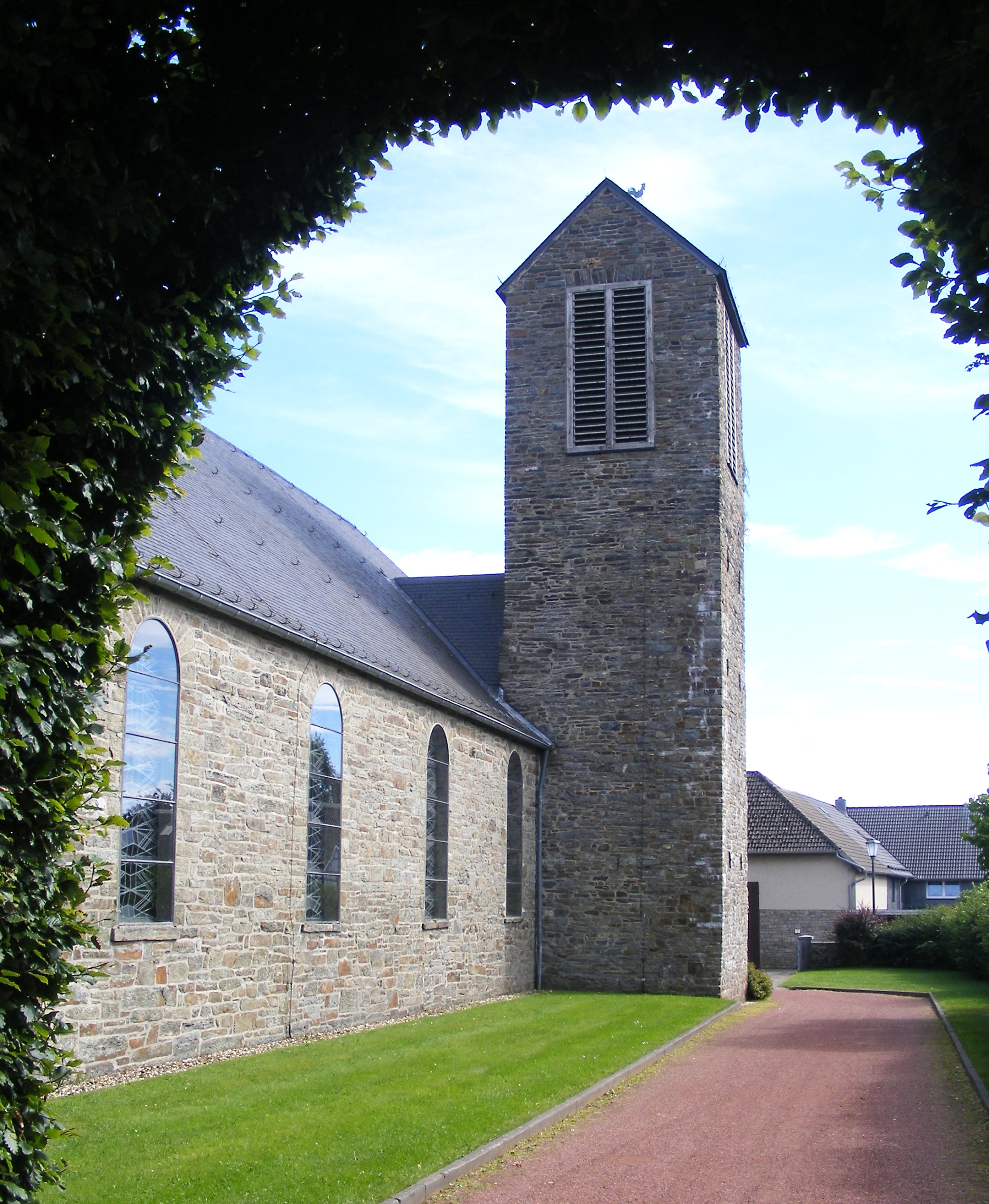
Kirche mit denkmalgeschütztem unteren Teil des Kirchturms

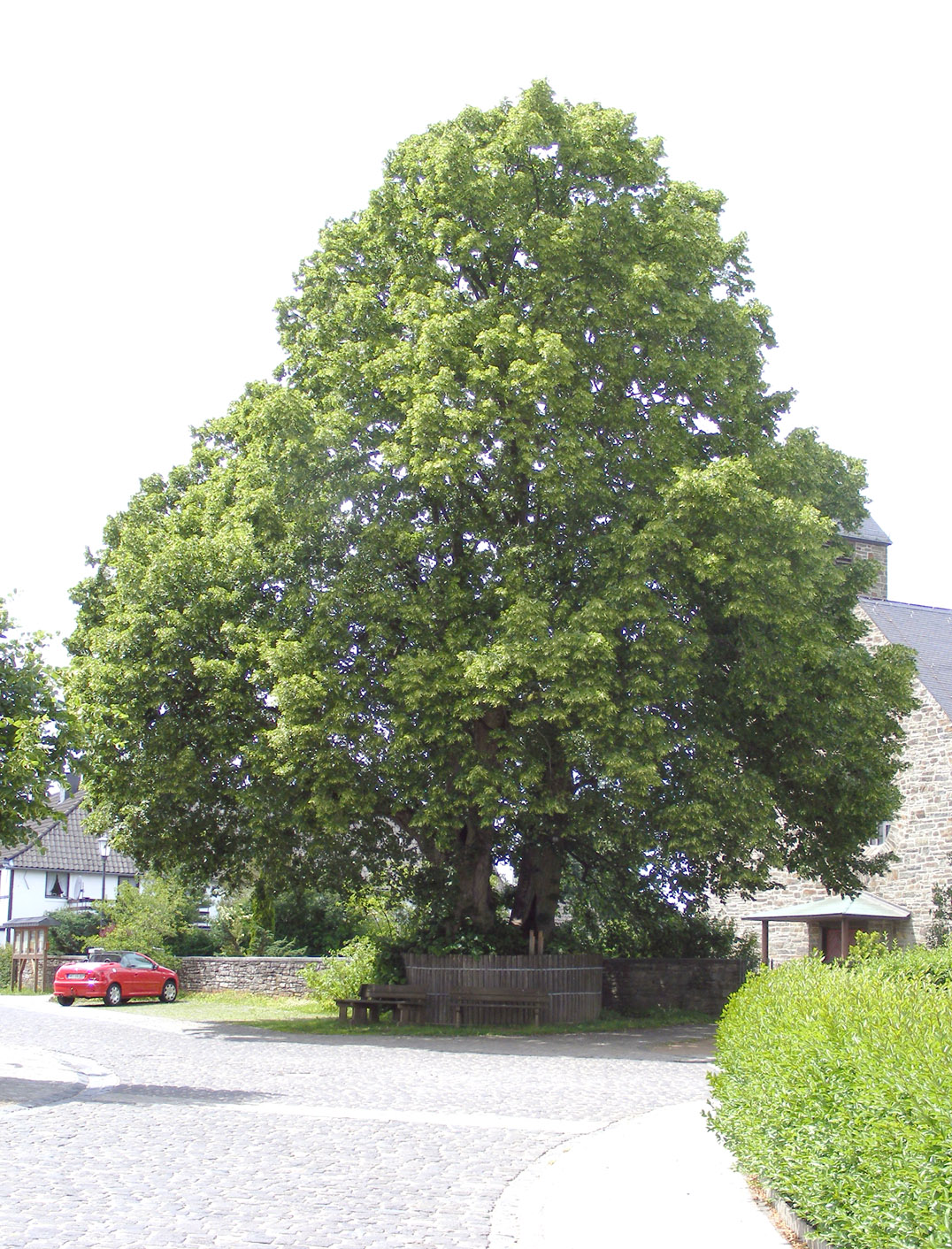
Die etwa 400 Jahre alte Dorflinde in Eicherscheid

Die ersten Siedlungsspuren waren ein römisches Holzfällerlager um 200 bis 300 n. Chr. Der heutige Ort wurde um 1400 (Eytscheit) gegründet. Etwa im Jahre 1668 wurde die erste Kirche gebaut, die vom Kloster Reichenstein mit Pfarrern versorgt wurde. 1924 wurde sie wegen Baufälligkeit abgerissen. 1933 wurde die heutige Pfarrkirche St. Lucia als Saalkirche erbaut. Von der alten Kirche wurde der denkmalgeschützte untere Teil des Kirchturms übernommen.
Bis Ende 1971 gehörte Eicherscheid als eigenständige Gemeinde zum aufgelösten Kreis Monschau und dieser zum ebenfalls aufgelösten Regierungsbezirk Aachen (siehe Aachen-Gesetz). Am 1. Januar 1972 wurde die ehemalige Gemeinde nach Simmerath eingemeindet. Ein kleines Flächenstück wurde nach Monschau umgegliedert.
Von 1961 bis 1971 war die Postleitzahl 5109 Eicherscheid / über Monschau (Rheinl.), von 1972 bis 1993 5107 Simmerath und seit 1993 52152 Simmerath.
Eicherscheid wurde 2006 zum dritten Mal Golddorf auf Landesebene im Wettbewerb Unser Dorf soll schöner werden bzw. Unser Dorf hat Zukunft. 2007 wurde Eicherscheid im Bundeswettbewerb Unser Dorf hat Zukunft mit Gold ausgezeichnet. 2010 beteiligte sich Eicherscheid am Europäischen Dorferneuerungswettbewerb und erhielt den Europäischen Dorferneuerungspreis für eine ganzheitliche, nachhaltige und mottogerechte Dorfentwicklung von herausragender Qualität und belegt mit weiteren 12 Dörfern die höchste Kategorie.

## Stolpersteine

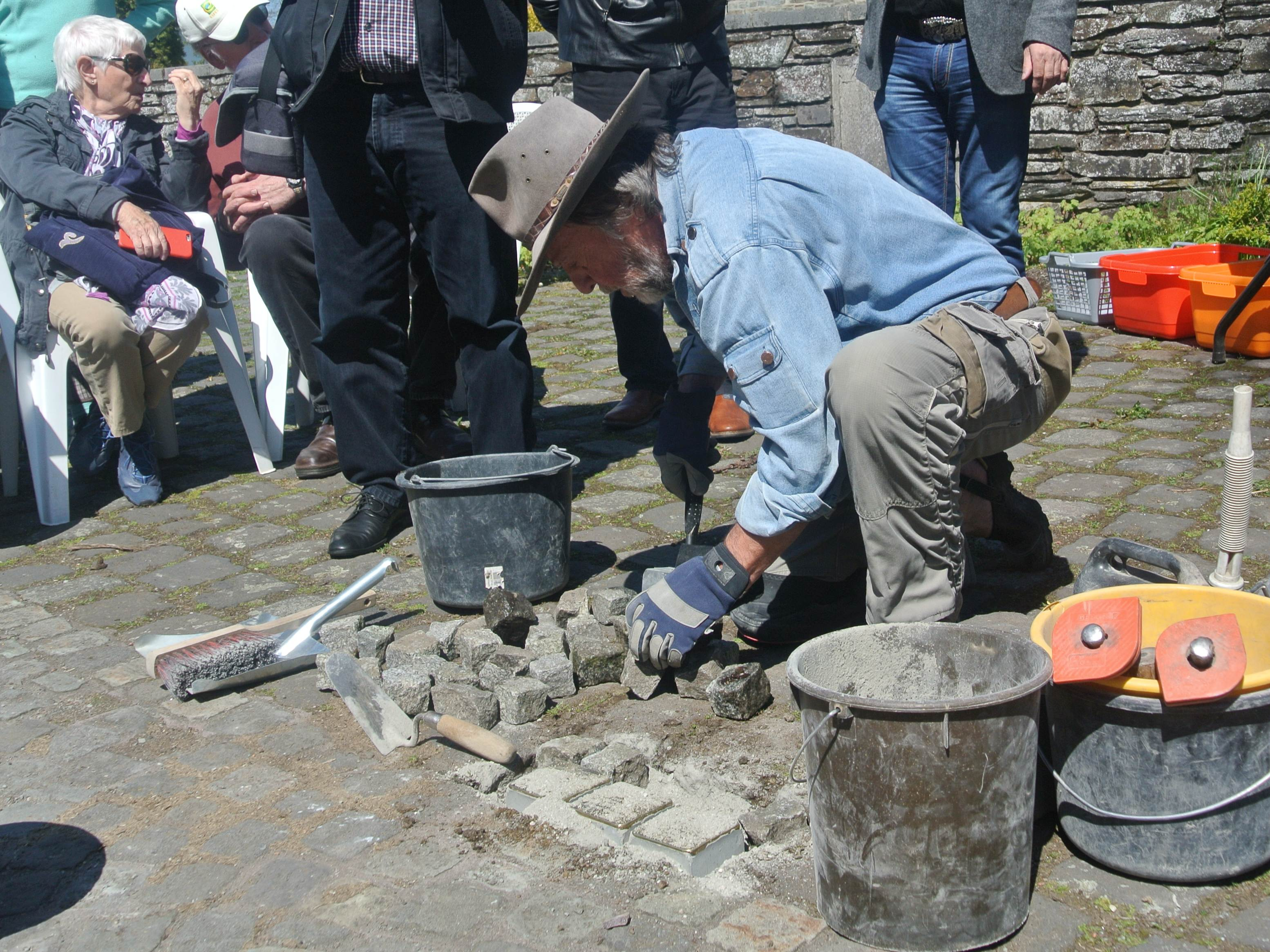
Gunter Demnig bei der Verlegung in Eicherscheid

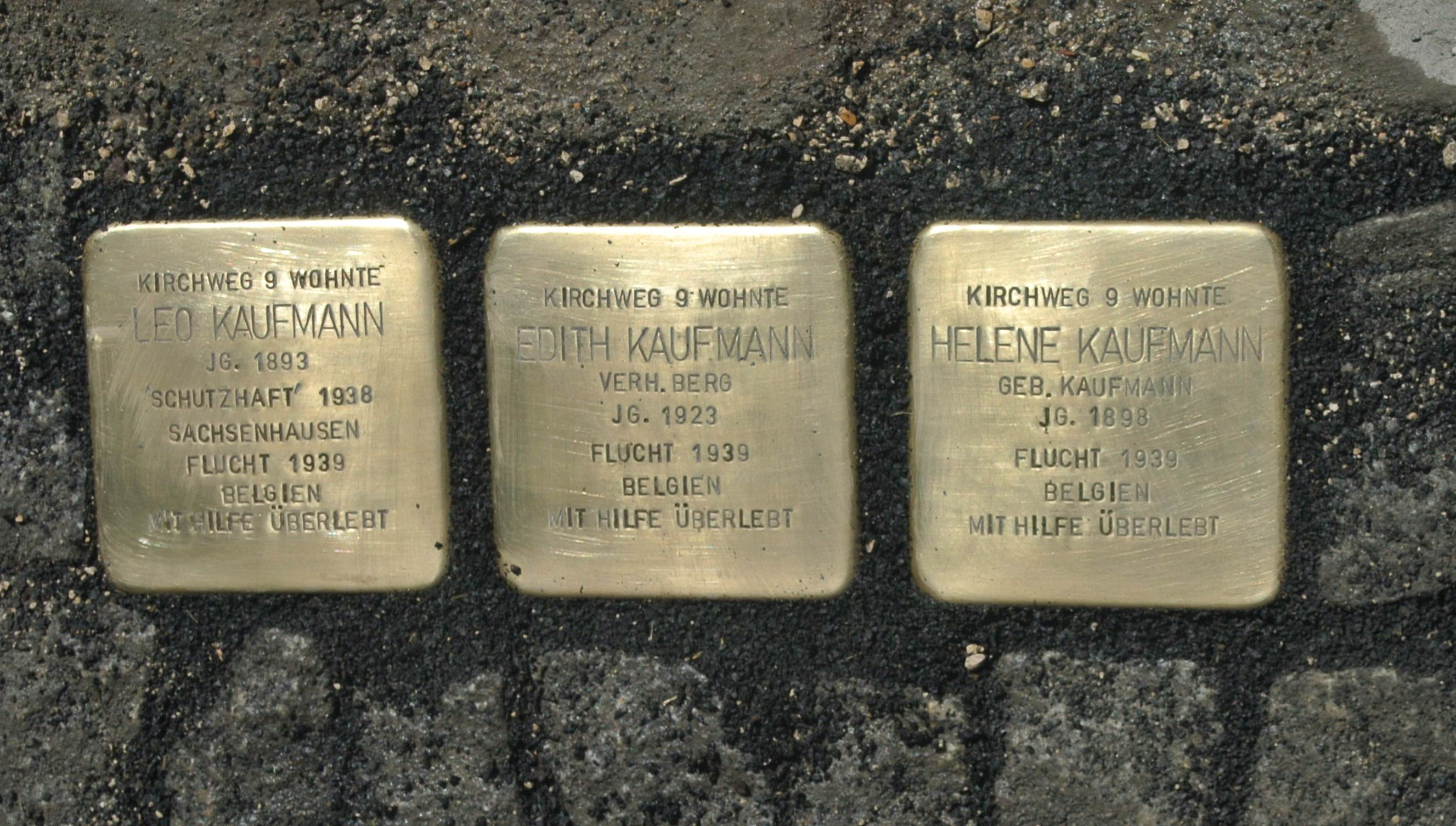
Stolpersteine im Boden eingelassen

Am 10. Mai 2017 verlegte der Künstler Gunter Demnig drei Stolpersteine zum Gedenken an die Familie Kaufmann, die von den Nazis 1939 vertrieben wurde. Mit viel Glück überlebte sie in Belgien und wanderte nach dem Krieg in die USA aus. Die Familie Kaufmann waren die einzigen Juden im ganzen Altkreis Monschau.

## Politik

### Wappen
| Wappen der früheren Gemeinde Eicherscheid | Blasonierung: „In Gold (Gelb) eine schwarze bewurzelte Eiche mit vier Früchten, begleitet von zwei schwarzen Kummethölzern und einem aufrechten schwarzen Hammer mit nach unten gestelltem runden Griff.“ |
| Wappen der früheren Gemeinde Eicherscheid | Wappenbegründung: Das von Erich Charlier entworfene Wappen wurde am 6. Juni 1961 (Staatsarchiv Nr. 1814-WI - Str.) vom nordrhein-westfälischen Innenminister verliehen. Die Kummethölzer weisen auf das Handwerk der Holzsattler hin; der Hammer symbolisiert das Hammerwerk in Ortsteil Hammer, welches 1463 von Hermann Hammerscheid im Rurtal gegründet wurde. Die Eiche steht für den Waldreichtum sowie das Köhlerhandwerk der ehemaligen Gemeinde. Sie trennt hier die Symbole Kummethölzer und Hammer, um anzudeuten, dass sich zwischen Hammer und Eicherscheid die Wasserscheide der Zuflüsse Rur und Kall befindet. Gleichzeitig stehen Eiche und Hammer redend für die beiden Ortsnamen. |

## Bildung
Der Ort verfügt über einen Kindergarten und eine Förderschule.
Die Katholische Grundschule Simmerath ist die nächste Grundschule. Schülern mit Gymnasial-, Realschul- oder Hauptschulempfehlung steht die Sekundarschule Nordeifel in Simmerath zur Verfügung.

## Atombunker Bezirksregierung Köln
Unter dem Schulhof der Förderschule verbirgt sich ein Stück Zeitgeschehen aus der Ära des Kalten Krieges: Ein Atombunker gebaut für Mitarbeiter der Bezirksregierung Köln samt Regierungspräsidenten.

## Verkehr
Die AVV-Buslinie 83 der ASEAG sorgt für den ÖPNV-Anschluss in Richtung Simmerath und Einruhr. Zudem kann man den NetLiner benutzen.
| Linie              | Verlauf |
| ------------------ | --- |
| 83                 | Simmerath – (Huppenbroich –) Eicherscheid – Hammer – Dedenborn – Einruhr – Erkensruhr |
| NetLiner Simmerath | NetLiner: Fährt 30 min. nach der Buchung. Fährt an Schultagen Mo-Fr von 8–11:30 Uhr und von 15:30–19:30. In den Ferien Mo-Fr von 8-11:30 Uhr und von 12:45 bis 19:30 Uhr Bedient: Simmerath, Eicherscheid, Huppenbroich, Hammer, Dedenborn, Seifenaul, Einruhr und Erkensruhr |

Die nächste Bundesstraße ist die B 258 (Monschau–Roetgen–Aachen), die nächste Anschlussstelle Aachen-Lichtenbusch an der A 44. Der nächste Bahnhof ist Aachen Hbf.